# Altwelt-Messerfische
Die Altwelt-Messerfische (Notopteridae (Gr.: „noton“ = Rücken, „pteron“ = Flügel)) sind eine Familie der Knochenzünglerartigen (Osteoglossiformes). Die 21 Zentimeter bis 1,5 Meter lang werdenden Tiere leben in Süßgewässern des tropischen Afrika, Indiens und Südostasiens. Sie sind bedeutende Speisefische.

## Merkmale
Altwelt-Messerfische gleichen mit ihrer langen, sich ständig in Wellen bewegenden Afterflosse den Neuwelt-Messerfischen, mit denen sie aber nicht verwandt sind. Die Fische sind einfarbig, meist dunkel, höchstens mit einigen dunklen Punkten oder Augenflecken in einer Reihe über der Afterflosse. Die Afterflosse ist mit der Schwanzflosse zusammengewachsen und wird von 94 bis 141 Flossenstrahlen gestützt. Die Rückenflosse ist kurz oder fehlt. Die Brustflossen haben 11 bis 17, die Bauchflossen 3 bis 6 Flossenstrahlen. Entlang des Seitenlinienorgans zählt man 120 bis 180 Schuppen. Altwelt-Messerfische besitzen 66 bis 86 Wirbel.

## Arten und Gattungen
Es gibt elf Arten in vier Gattungen und zwei Unterfamilien:
- Asiatische Messerfische (Notopterinae)
  - Chitala Fowler, 1934
    - Chitala blanci (d’Aubenton, 1965)
    - Chitala borneensis (Bleeker, 1851)
    - Chitala chitala (Hamilton, 1822)
    - Chitala hypselonotus (Bleeker, 1852)
    - Riesenmesserfisch (Chitala lopis (Bleeker, 1851))
    - Tausenddollarfisch (Chitala ornata (Gray, 1831))

  - Asiatische Fähnchen-Messerfische (Notopterus Lacepède, 1800)[1]
    - Notopterus notopterus (Pallas, 1769)
    - Notopterus synurus (Bloch & Schneider, 1801)
- Afrikanische Messerfische (Xenomystinae)
  - Papyrocranus Greenwood, 1963
    - Afrikanischer Fähnchen-Messerfisch (Papyrocranus afer (Günther, 1868))
    - Papyrocranus congoensis (Nichols & La Monte, 1932)

  - Xenomystus Günther, 1868
    - Afrikanischer Messerfisch (Xenomystus nigri (Günther, 1868))

## Belege
1. ↑  Sébastien Lavoué, Siti Zafirah Ghazali, Jamsari Amirul Firdaus Jamaluddin, Siti Azizah Mohd Nor, Khaironizam Md. Zain: Genetic evidence for the recognition of two allopatric species of Asian bronze featherback Notopterus (Teleostei, Osteoglossomorpha, Notopteridae). Zoosystematics and Evolution, 96 (2): 449-454.